# Bắc Luân Đôn
Bắc Luân Đôn là phần phía bắc của Luân Đôn, Anh. Các khu vực bao gồm trong đó được xác định theo nhiều mục đích khác nhau. Theo cách xác định thông thường thì Bắc Luân Đôn gồm các khu nằm ở phía bắc sông Thames. Ngoài ra còn một khu vực khác tương ứng là Nam Luân Đôn.

## Địa phận

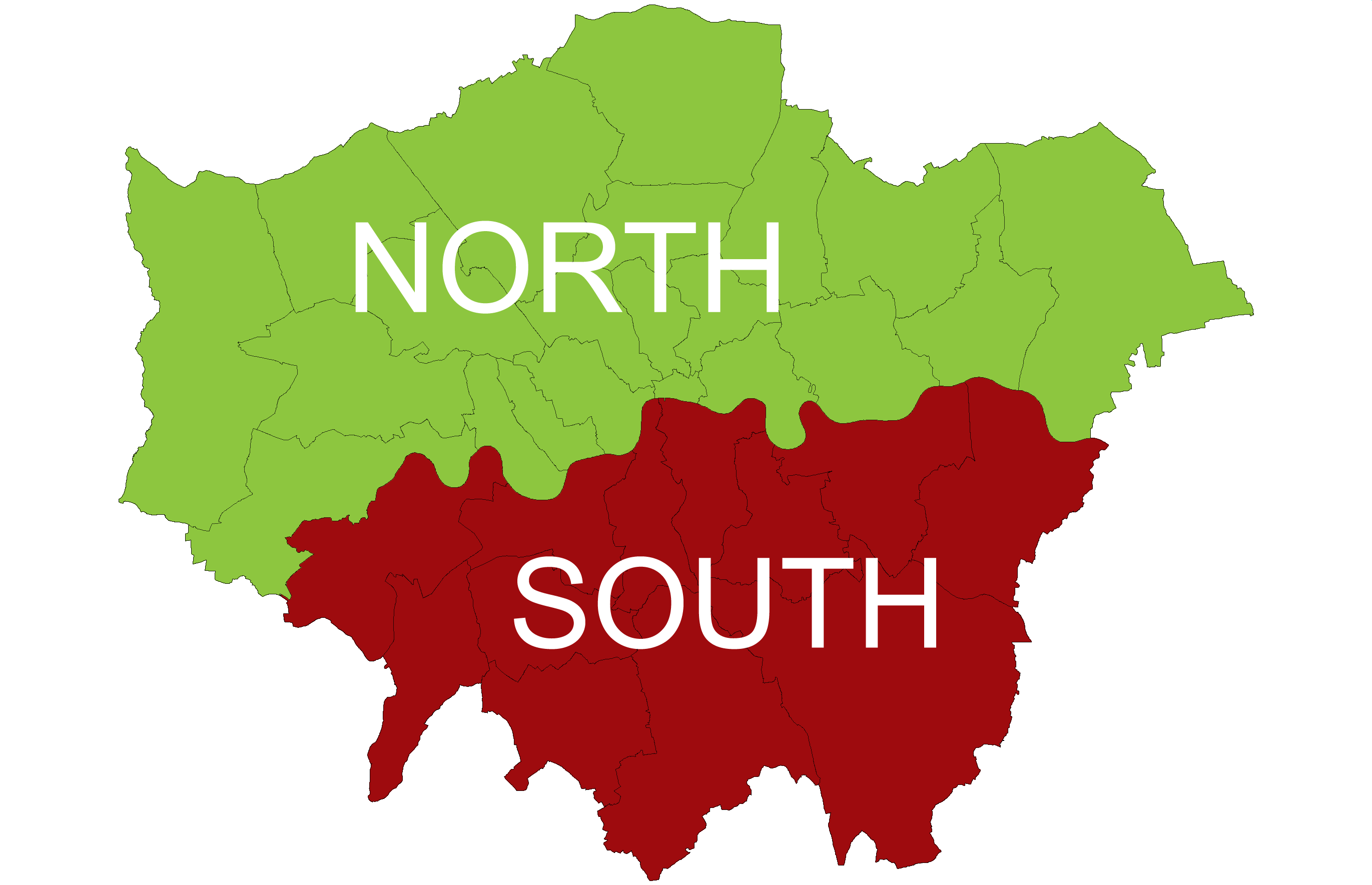
Bắc và Nam Luân Đôn xác định theo Ủy ban Địa phận

Sông Thameschia đôi Đại Luân Đôn thành hai phần. Phần phía bắc bao gồm phần lớn các khu vực trung tâm có từ lâu đời, gồm Thành phố, East End, West End và bao trùm phần lớn mạng lưới Hệ thống giao thông ngầm Luân Đôn.
Khu vực được cấu thành bởi Thành phố Luân Đôn và khu tự quản Luân Đôn: Barking và Dagenham, Barnet, Brent, Camden, Ealing, Enfield, Hackney, Hammersmith và Fulham, Haringey, Harrow, Havering, Hillingdon, Hounslow, Islington, Kensington và Chelsea, Newham, Redbridge, Tower Hamlets, Waltham Forest và Westminster. Cách xác định này là của Ủy ban Địa phận England. Khu Richmond trên sông Thames trải dọc hai bên bờ sông Thames và Ủy ban Địa phận xếp toàn bộ khu vực này là một phần của Nam Luân Đôn.
Năm 1965, Camden, Hackney, Hammersmith và Fulham, Islington, Kensington và Chelsea, Tower Hamlets và Westminster được xác định là các khu tự quản thuộc Nội Luân Đôn; Barking và Dagenham, Barnet, Brent, Ealing, Enfield, Haringey, Harrow, Havering, Hillingdon, Hounslow, Newham, Redbridge và Waltham Forest được xác định là khác khu tự quản thuộc Ngoại Luân Đôn.

## Tiểu vùng

Các tiểu vùng hiện nay

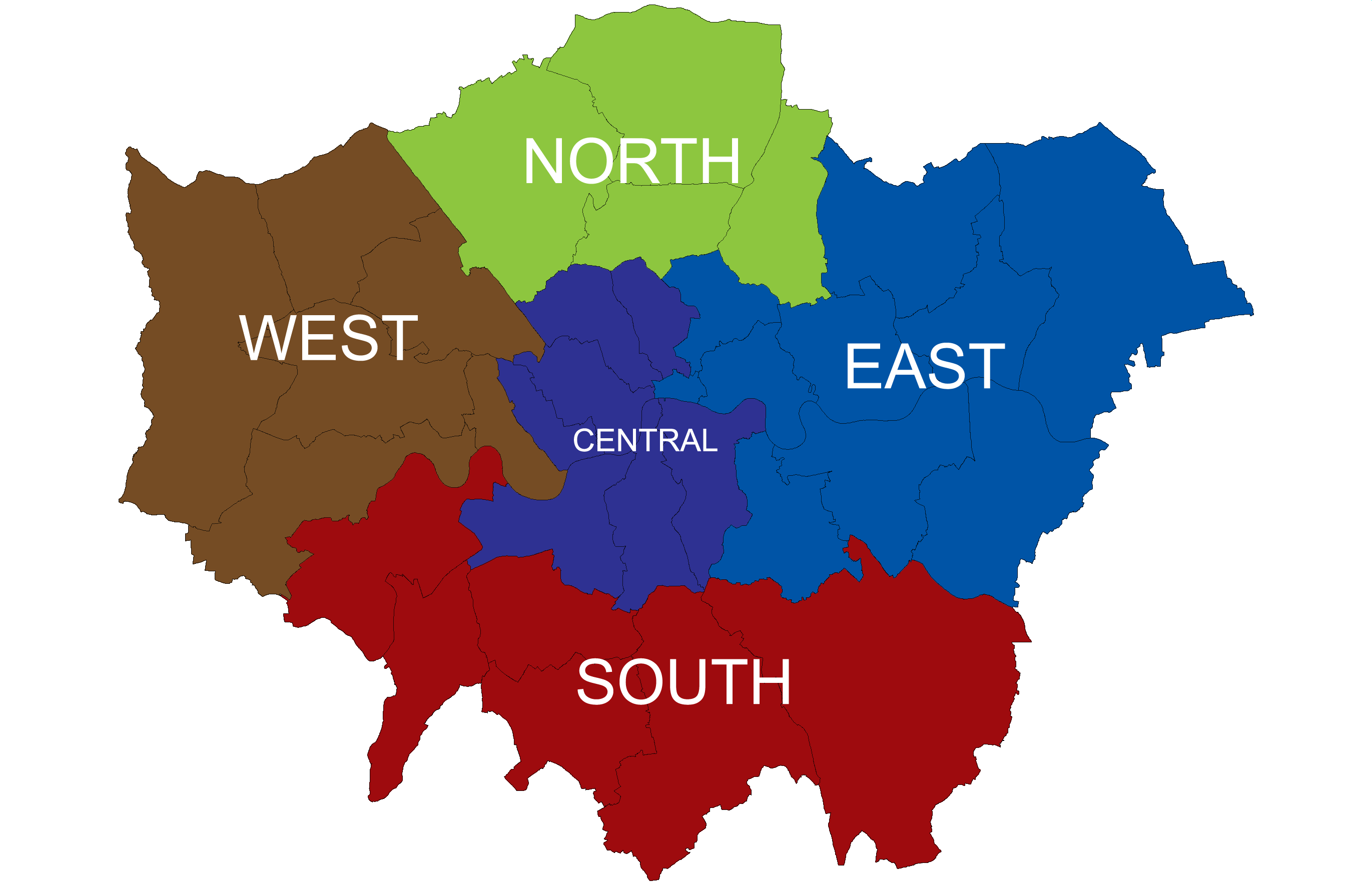
Các tiểu vùng 2004-2008

Theo phân chia trên Bản đồ Luân Đôn, có một tiểu vùng Bắc Luân Đôn thành lập từ năm 2004, ban đầu gồm các khu tự quản Barnet, Enfield, Haringey và
Waltham Forest. Năm 2001, khu vực này có dân số vào khoảng 1.042.000. Năm 2008, đã có sự hiệu chỉnh lại, hiện nay nó bao gồm Barnet, Camden, Enfield, Hackney, Haringey, Islington và Westminster.

## Danh sách khu tự quản
Danh sách này bao gồm tất cả các khu tự quản nằm trong khu vực do Ủy ban Địa phận vạch ra.
|  | Khu tự quản Luân Đôn  | Vùng mã bưu chính | Tiểu vùng 2008 | Hội đồng lập pháp Luân Đôn |
|  | --------------------- | ----------------- | -------------- | -------------------------- |
|  | Barking và Dagenham   | IG, RM            | Đông Bắc       | City and East              |
|  | Barnet                | EN, HA, N, NW     | Bắc            | Barnet và Camden           |
|  | Brent                 | HA, NW, W         | Tây            | Brent và Harrow            |
|  | Camden                | EC, WC, N, NW     | Bắc            | Barnet và Camden           |
|  | Ealing                | UB, W             | West           | Ealing and Hillingdon      |
|  | Enfield               | EN, N             | Bắc            | Enfield và Haringey        |
|  | Hackney               | E, EC, N          | Bắc            | Đông Bắc                   |
|  | Hammersmith Fulham    | SW, W             | Tây            | Tây Trung tâm              |
|  | Haringey              | N                 | Bắc            | Enfield và Haringey        |
|  | Harrow                | HA                | Tây            | Brent và Harrow            |
|  | Havering              | RM                | Đông Bắc       | Havering và Redbridge      |
|  | Hillingdon            | TW, UB            | Tây            | Ealing và Hillingdon       |
|  | Hounslow              | TW, W             | Tây            | Tây Nam                    |
|  | Islington             | EC, WC, N         | Bắc            | Đông Bắc                   |
|  | Kensington và Chelsea | NW, SW            | Tây            | Tây Trung tâm              |
|  | Newham                | E, IG             | Đông Bắc       | City and East              |
|  | Redbridge             | E, IG             | Đông Bắc       | Havering và Redbridge      |
|  | Waltham Forest        | E, IG             | Đông Bắc       | Đông Bắc                   |
|  | Westminster           | NW, SW, W         | Tây            | Tây Trung tâm              |